# Vauxhall Monaro
La Vauxhall Monaro è un'autovettura sportiva prodotta dalla casa automobilistica General Motors Holden in Australia e commercializzata nel Regno Unito con il marchio Vauxhall dal 2003 al 2007.
La coupé prende il nome da Monaro, una regione geografica del Nuovo Galles del Sud (anche se pronunciato in modo diverso).

## Sviluppo
La vettura è derivata dalla Pontiac GTO e se ne differenzia solamente per la griglia a nido d'ape nel paraurti anteriore e nel logo. Inizialmente prodotta dall'australiana Holden dal 2001, ne è stata decisa la sua vendita in territorio britannico sotto marchio Vauxhall 3 anni dopo il suo lancio sul mercato.

## Tecnica
La Monaro presenta un propulsore V8 5.7 che eroga la potenza di 328 CV e 421 Nm di coppia. Ciò permette alla vettura di accelerare da 0 a 100 km/h in 6 secondi, con velocità massima di 257 km/h. Tale motore viene gestito da un cambio manuale a sei marce. L'impianto frenante è costituito da freni a disco ventilati e dal sistema ABS.
Contemporaneamente al lancio della vettura standard veniva introdotta sul mercato il modello ad alte prestazioni VXR. Montava un propulsore 6.0 LS2 a 8 cilindri di origine Corvette da 404 CV. Ciò permetteva alla vettura di raggiungere la velocità massima di 292 km/h e di accelerare da 0 a 100 km/h in 5,2 secondi.
All'incremento prestazionale è stato corrisposto e potenziato anche l'impianto frenante. Le sospensioni sono state irrigidite e permettono di incrementare la presa sull'asfalto anche nelle curve più ampie e veloci. Tutto ciò è ottenuto anche grazie all'ottimo bilanciamento dei pesi (52-48%) dovuto al motore anteriore longitudinale abbinato alla trazione posteriore.
Un altro elemento che incrementa la tenuta di strada sono gli pneumatici con una dimensione più generosa montati su cerchi da 19 pollici.

## Dati tecnici
| Modello                  | Monaro                | Monaro V8             | Monaro VXR            | Monaro VXR 500                |
| Motore                   | V8, 16 Valvole        | V8, 16 Valvole        | V8, 16 Valvole        | V8 sovralimentato, 16 Valvole |
| Cilindrata (cm³)         | 5.665                 | 5.667                 | 5.967                 | 5.967                         |
| Potenza max              | 328 cv (circa 240 kW) | 360 cv (circa 263 kW) | 404 cv (circa 298 kW) | 507 cv (circa 373 kW)         |
| Coppia (Nm)              | 420                   | 510                   | 530                   | 678                           |
| Cambio                   | 6 rapporti, manuale   | 6 rapporti, manuale   | 6 rapporti, manuale   | 6 rapporti, manuale           |
| Velocità max (km/h)      | 257                   | 274                   | 290                   | 298                           |
| Accelerazione 0-100 km/h | 5.7 s                 | 5,4 s                 | 5,2 s                 | 4,9 s                         |